# Distretto di Huamantanga
Il distretto di Huamantanga è uno dei sette distretti della provincia di Canta, in Perù. Si trova nella regione di Lima e si estende su una superficie di 487,93 chilometri quadrati.
Ha per capitale la città di Huamantanga.